# Mehran Barkhordari
Mehran Barkhordari (em persa: مهران برخورداری; Qazvin, 26 de julho de 2000) é um taekwondista iraniano.

## Carreira
Barkhordari ganhou uma medalha de bronze no Campeonato Mundial de Taekwondo de 2022. No verão de 2023, conquistou a medalha de bronze na Universíada de 2021 (inicialmente adiada devido à pandemia de Covid-19). Em setembro de 2023, venceu seu primeiro Grand Slam durante a etapa Paris. No final desse mesmo mês, conquistou a medalha de bronze nos Jogos Asiáticos de 2022.
Nos Jogos Olímpicos de Verão de 2024, em Paris, conquistou a medalha de prata na categoria de até 80 kg masculino.